# Сюзюм (селище)
Сюзю́м (рос. Сюзюм) — станційне селище у складі Котельницького району Кіровської області, Росія. Входить до складу Єжихинського сільського поселення.
Населення становить 93 особи (2010, 202 у 2002).
Національний склад станом на 2002 рік — росіяни 95 %.